# Monestir del Castamonita
El monestir del Castamonita (en grec: Κωνσταμονίτου) és un dels vint monestirs de l'Església Ortodoxa al Mont Atos, a Grècia. Es troba al sud-est de la península de l'Atos, i ocupa el vintè lloc en la jerarquia dels seus monestirs. La seva comunitat cenobítica estava formada el 1990 per 30 monjos. Està dedicat a sant Esteve màrtir.

## Història
Tradicionalment s'ha atribuït la fundació del monestir a Constantí I o el seu fill Constanci II. Altres fonts l'atribueixen a un ermità anomenat Kastomonites, que hauria donat nom al monestir. Els primers documents escrits daten del segle xi, però les fonts històriques només poden traçar la seva història continuada des del segle xiv, quan el monestir va quedar en mal estat per les incursions dels pirates. Al segle xv reprèn amb l'ajuda del príncep serbi.
Més tard, les imposicions del govern turc van obligar el monestir a endeutar-se, fet que comportà grans dificultats per la seva comunitat i va portar gairebé a la ruïna total. La situació va canviar el 1705 gràcies a la intervenció del cònsol francès Armand. El 1717 un incendi va destruir-ne l'ala est. El 1818 l'abat Khrisanthos va iniciar-ne una important reconstrucció amb l'ajuda de Kirà Vassilikí, esposa cristiana d'Ali Pashr Tepelena. Un altre abat, Simeó, va recaptar fons per a construir-hi un Katholikon nou el 1867, sobre les ruïnes de l'antic. Fins i tot actualment el del Constamonita és un dels monestirs amb menys recursos de l'Atos, en part degut a la seva localització de difícil accés.

## Arquitectura i patrimoni
A més del Katholikon, que està dedicada a Sant Esteve, hi ha vuit capelles que depenen del monestir. D'aquestes, quatre es troben dins del monestir: les capelles dedicades a la Mare de Déu, Sant Constantí, Tots Sants, i sant Nicolau. Les capelles fora del monestir són les dedicades als Arcàngels (ubicada al cementiri), la Santíssima Trinitat, Panagoudas, i sant Antoni i Sant Nicolau (al port de Dafni). El monestir guarda icones rellevants com un de sant Esteve màrtir del segle viii, i dues icones de la Verge Maria anomenades Hodeghetria i Antiphonetria. Entre les relíquies, un fragment de la Vera Creu. La biblioteca conté 110 manuscrits i més de 5.000 llibres impresos.